# Naubolus albopunctatus
Naubolus albopunctatus är en spindelart som beskrevs av Cândido Firmino de Mello-Leitão 1943. Naubolus albopunctatus ingår i släktet Naubolus och familjen hoppspindlar. Inga underarter finns listade i Catalogue of Life.